# Vincenzo de Feo
Vincenzo de Feo (Mirabello Sannitico, 16 settembre 1876 – Roma, 17 gennaio 1955) è stato un ammiraglio e politico italiano.
Fu governatore dell'Eritrea.

## Biografia
Nacque a Mirabello Sannitico (Campobasso) il 16 settembre del 1876 da Desiderio De Feo e da Angiola Belisaria Guacci. Il padre fu un patriota risorgimentale che combatté con La Prima Legione Sannitica costituita e comandata dal fratello Francesco De Feo. Formazione,quest’ultima che operò nel settembre/ottobre del 1860 nel Beneventano, in Molise e in Abruzzo. Il primogenito di Desiderio fu Florindo De Feo che intraprese la carriera militare e nel dicembre del 1895 partecipò, come comandante in seconda, all’assedio del forte di Macallè durante la prima guerra italo abissina conclusasi con la disfatta di Adua.
Anche il giovane Vincenzo scelse la vita militare ma in marina. Entro infatti all'Accademia navale dove ne uscì nel 1895 con il grado di Guardia Marina. Il suo primo imbarco fu sulla fregata a vapore con ruote e vele “Ruggiero di Lauria” proveniente ancora dalla Regia Flotta Borbonica. Durante la guerra italo-turca del 1911 prestò servizio sulla corvetta “Milano” e con questa partecipò a varie azioni di scorta sia sulle coste libiche che nell’Egeo. Fu quindi assegnato come comandante in seconda sul “Lanciere”, sul “Vittorio Emanuele” e sul “Regina Margherita” per poi ottenere il comando della torpediniera N. 1609. Iniziò così una lunga carriera che annovera circa quaranta imbarchi. Allo scoppio della prima guerra mondiale venne destinato alla nuova arma : i sommergibili e nel 1915 prese il comando del “Vellella” un sommergibile da mille tonnellate. Con questo il 16 agosto partì da Brindisi per una missione di agguato all’imboccatura della baia di Cattaro sulla costa dalmata dove era situata una munitissima base navale asburgica. Qui, a seicento metri dalla costa, dopo che il cavo di ormeggio di una mina si era impigliato al timone, fu attaccato dal cacciatorpediniere Uskoke a meno di cinquanta metri di distanza, prima con il lancio di un siluro, che con un’abile manovra fu evitato (il siluro scalfì la torretta e percorse tutta la metà prodiera) poi con bombe di profondità. Ad una quota d’immersione di venti metri riuscì a disimpegnarsi ma per emergere, ormai privo di riserve d’aria, dovette aspettare ventuno ore dopo. Per tale azione ottenne la sua prima Medaglia d’Argento. La seconda la ottenne nel 1918 per un’azione sempre sulla costa dalmata al comando della Squadriglia sommergibili del Medio Adriatico. In quell’anno sposò Olga Pirzio Biroli.
Dal 1923 al 1925 fu impegnato in incarichi a terra nella Direzione Generale Artiglieria ed Armamenti presso il Ministero. Dal 1926 al 1928 assunse il Comando M.M. di Castellamare di Stabia e quindi dal 1930 al 1933, con il grado di Ammiraglio di Divisione comandò la base navale di Maddalena. Durante questo periodo mise mano alla revisione del Regolamento che disciplinava la vita dell’arcipelago ed i rapporti con i civili risalente ancora a quello dell’inizio ottocento dell’Ammiraglio Desgeneys. Furono disciplinate varie materie tenuto conto che tutto gravitava intorno alla Marina Militare: il transito delle navi, la pesca, il servizio sanitario, la balneazione, corsi d’istruzione per gli analfabeti, punti di approvvigionamento idrico, la custodia e la guardia alla casa di Garibaldi. Nel dicembre del 1934 Vincenzo De Feo sull’Incrociatore pesante “Trento” innalzò la bandiera di comando della III^ Divisione che, con gli incrociatori Trieste e Bolzano, faceva parte della I^ Squadra della flotta militare italiana comandata dall’Ammiraglio Riccardi (suo pari grado ma a cui spettò il commando operativo essendo di pochi mesi più anziano in servizio).
Al di là degli incarichi ricoperti Vincenzo De Feo si laureò in ingegneria navale e fu l’unico tecnico della marina militare italiana a vantare cinque brevetti di specializzazione: armi subacquee, chimica degli esplosivi, elettrotecnica, radiotelegrafia e comunicazioni, artiglieria e balistica. Egli fin da giovane intraprese studi personali sul sistema di rilevazione della posizione del nemico. Da Lepanto a Trafalgar ci si era basati sul cannocchiale, dopo subentrarono le navi corazzate ma soprattutto i cannoni di grande calibro (305) adottati da tutte le marinerie ed i telemetri, ma presto ci si accorse che il problema nella precisione di tiro non era tanto la capacità di gittata ma il fatto che un proiettile impiegava non meno di trenta secondi di volo per cadere sul bersaglio. Il “punto futuro” della nave oggetto di fuoco non era quindi determinabile, atteso che la stessa unità avrebbe potuto cambiare rotta a piacimento mentre la piattaforma di tiro, che sparava, era soggetta, nel frattempo, a uno spostamento nello spazio. Già nel 1905 formulò un sistema che permise la messa a fuoco del bersaglio a lunga distanza e, una volta affinato, nel 1913 ne pubblicò i risultati sulla Rivista Marittima. Mel 1921 e nel 1922 seguirono altri articoli. Il sistema fu quindi sottoposto all’esame delle competenti autorità militari. Si trattava di un particolarissimo giroscopio (realizzato a proprie spese) denominato “gimetro” che fu destinato a costituire il cuore delle centrali di tiro elettromeccaniche adottate dalla flotta italiana dal 1930 in poi. Tale sistema divenne superato solo nel 1944 quando gli americani adottarono i primissimi elaboratori elettronici evolutisi, successivamente, negli attuali computer. Ai suoi studi è anche da attribuire il metodo di tiro contraereo, chiamato O.G., che venne utilizzato dalle centrali contraeree in dotazione all’apertura delle ostilità nel 1940.
La sua collaborazione con la Rivista Marittima durò fino al 1936. Tra i tanti articoli va ricordato “Dreadnouth or Fearful” apparso nel 1923 in cui, partendo da un’analisi della battaglia navale dello Jutland, combattuta dagli inglesi e dai tedeschi nel 1916 durante la prima guerra mondiale, sostenne, con grande lungimiranza, che le corazzate non sarebbero più state le protagoniste nella guerra sui mari e che il loro posto sarebbe stato preso dai sommergibili e dal mezzo aereo, come poi avvenne. Peccato che la sua intuizione sia stata ignorata da Mussolini che sosteneva che l’Italia era una grande portaerei, salvo poi pagare duramente la sconfitta, come visto, a Capo Matapan nel marzo del 1941, dove gli inglesi, oltre il radar, disponevano anche di una portaerei dal cui ponte era decollato l’aereo che aveva immobilizzato l’incrociatore Pola, rallentando così la velocità di tutta la squadra italiana, individuata e centrata durante la notte. Parlando del disastro di Capo Matapan che, oltre la perdita delle navi, costò la morte a 2.200 uomini, la nota curiosa è che Vincenzo De Feo era lo zio materno di Ugo Tiberio (Campobasso 1904/ Livorno 1980) da lui indirizzato alla carriera nella Marina Militare. Quest’ultimo fu l’inventore già negli anni 30 del Radar Italiano. Partendo da approfondimenti sulle ricerche di Marconi mise a punto un sistema di localizzazione degli oggetti a distanza con onde magnetiche detto “radio telemetro”. Solo la miopia della Regia Marina che non finanziò la scoperta permise agli inglesi di essere i primi nel 1940 ad installare il radar sulle navi militari ma con una spesa di dieci milioni di sterline. Solo la grande onestà e l’amor di patria fecero sì che Ugo Tiberio rifiutasse allettanti offerte dal governo americano che aveva intuito l’importanza della scoperta. Il comandante della flotta italiana, Ammiraglio Iachino, gli ingiunse invece di abbandonare gli studi in quanto “ di notte in mare non si combatte”. Per le sue resistenze gli fu inflitta anche la cella di rigore salvo poi ricordarsi di lui dopo la disfatta di Capo Matapan.
Ritornando a Vincenzo De Feo nel 1937 fu messo fuori quadro della Marina Militare e posto a disposizione del Ministero dell’Africa Italiana essendo stato nominato Governatore dell’Eritrea, carica che mantenne fino al 1938. Nel 1939 fu nominato Senatore del Regno.
Scoppiata la guerra nel 1940 fu assegnato alla Commissione di Armistizio con la Francia ed in tale ambito operò dal settembre di quell’anno fino all’agosto del 1943. Fu lui a firmare e a redigere il protocollo che, per quanto riguardava la marina militare, regolava le condizioni della resa francese. Proprio nel corso di quest’incarico presso la Commissione d’Armistizio i cui lavori si protrassero negli anni della guerra, Vincenzo De Feo scrisse un’ultima importante pagina di storia ad oggi ancora quasi completamente ignorata in quanto coperta da segreto di Stato. Gli italiani infatti si accorsero, sin dal 1941, che i locali dove si riuniva la Commissione (in Francia come a Biserta in Tunisia) erano stati riempiti di microfoni dai francesi allo scopo di intercettare informazioni da girare ai servizi inglesi. Cominciò allora una sottile opera di controinformazione intesa a filtrare, adeguatamente mischiate, notizie autentiche, ma poco sensibili, ed elementi falsi allo scopo di far sapere ai francesi quel che si voleva far intendere agli inglesi. I risultati di questa complessa partita a scacchi giocata fino al novembre del 1942 furono eccellenti con l’infiltrazione in due reti spionistiche che alla fine furono debellate.
L’Alta Corte di Giustizia per le Sanzioni contro il Fascismo il 7 agosto 1944 lo deferì poiché ritenuto responsabile di aver appoggiato il regime. Stessa sorte subirono gli ammiragli Luigi Miraglia e Umberto Bucci anche loro nominati a suo tempo senatori del Regno. Venne definitivamente collocato a riposo nel 1949. Morì nella sua casa di Roma il 17 gennaio 1955 e fu sepolto al cimitero del Verano.

## Onorificenze
- Medaglia d'oro;